# Markus Hirtler
Markus Hirtler (* 28. November 1969 in Knittelfeld, Steiermark) ist ein österreichischer Kabarettist. Er ist für die Darstellung der Kunstfigur Ermi-Oma bekannt.

## Leben und Werdegang
Markus Hirtler arbeitete mehr als 20 Jahre lang als Krankenpfleger, Pflegedienstleiter, Heimleiter und Sozialmanager.
Für 2012 wurde Markus Hirtler von Rudolf Hundstorfer in der Funktion des Sozialministers als „Botschafter für das EU-Jahr 2012 Aktiv Altern“ bestellt.

## Kabarett-Programme
- „Ansichtssache“
- „Urlaub in der Toskana“
- „Wei(h)nachten im Altenheim“
- „Mein Testament“[2]
- „Ärger-Therapie“[3]
- „Erwartungen und andere Dummheiten“, Markus Hirtler – Ermi-Oma bleibt an diesem Abend im Koffer.[4]
- „24 Stunden Pflege(n)“[5]
- „Heimsuchung“[6]

## Rundfunkauftritte
- 2006 – Radiosendung „Lebenswege“ mit Christine Brunnsteiner
- 2008 – „Stadt Gespräch“; Interview auf Steiermark 1 TV
- 2008 – Interview Radio Niederösterreich
- 2009 – Interview Radio Burgenland
- 2011 – TV-Beitrag bei Vera exklusiv; ORF 2[7]

## Auszeichnungen
- 2004 – Grazer Kleinkunstvogel und Krone Panther (Jury und Publikumswertung)
- 2007 – Hirschwanger Wuchtel (Jury und Publikumswertung)
- 2008 – Antenne Steiermark Radio Spot Award (Silber in der Kategorie „Event“)
- 2009 – Antenne Steiermark Radio Spot Award („Ehren-Award“)[8]
- 2012 – Steirer des Tages in der Kleinen Zeitung am 5. Januar 2012[9]
- 2016 – Gewinner Rubrik „Entertainment“ bei Köpfe des Jahres[10]